# Jacques Michel (arquitecto)
Jacques Michel (fallecido el 11 de diciembre de 1997) fue un arquitecto, tecnólogo, investigador francés, pionero de la utilización de la energía solar en Francia.

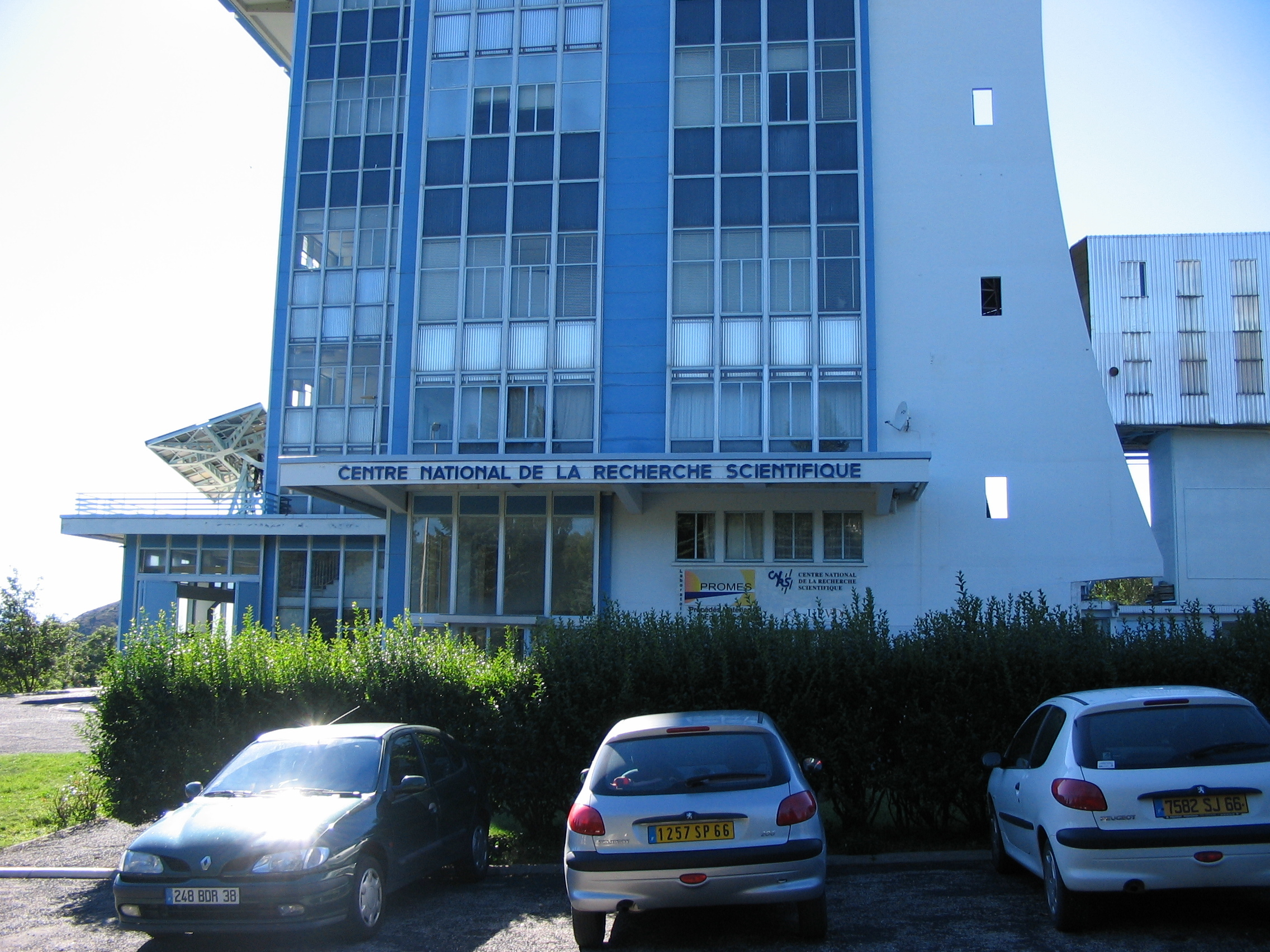
Edificio del centro de investigación en Odeillo mostrando los colectores solares del Arq. Jacques Michel. 1974.

En el ámbito del ahorro de energía y la ayuda a los países en vías de desarrollo, Jacques Michel estudió junto al ingeniero químico Félix Trombe nuevas formas de uso de la energía solar pasiva realizando numerosos desarrollos que fueron patentados y donde el más conocido es el muro colector acumulador de energía solar llamado Muro Trombe-Michel. 
Originalmente patentado en 1881 en EE. UU. por Edward Morse, el dispositivo solar fue popularizado en 1964 por el ingeniero francés Félix Trombe y el arquitecto Jacques Michel. En 1967 es patentado en Francia como ANVAR Trombe-Michel. En 1974 el ingeniero Trombe le introduce modificaciones y obtiene una nueva patente bajo su nombre y de allí en la bibliografía se lo encuentra como Muro Trombe.
El muro era una pared formada por un bloque de hormigón que acumula la radiación solar del día y la va liberando durante la noche para efectos de calentamiento en habitaciones. Debido a la popularización que se le dio a este sistema por parte de Trombe y Michel, se le denomina actualmente muro Trombe-Michel o simplemente muro Trombe.
Las construcciones realizadas en 1974, en la localidad de Odeillo en los Pirineos franceses han sido declarados patrimonio histórico.
Hasta su fallecimiento en 1997, siguió dando cursos de Arquitectura solar junto a sus colegas bioclimáticos.

## Principios de funcionamiento del muro Trombe-Michel
Por efectos físicos se da el fenómeno que un muro de color oscuro al que se le deja una cámara de aire y se cubre con un vidrio tiente a aumentar su temperatura cuando el colector solar se expone a la radiación solar. El muro a su vez emite una radiación  infrarroja, el calor, que calienta el aire (o agua) y fluye por la masa del muro hasta reemitirse detrás del absorbedor.

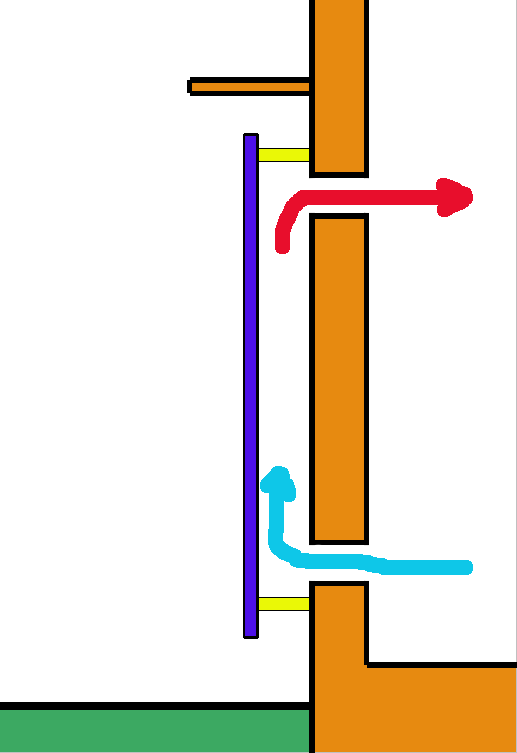
Calentamiento de la vivienda en invierno.
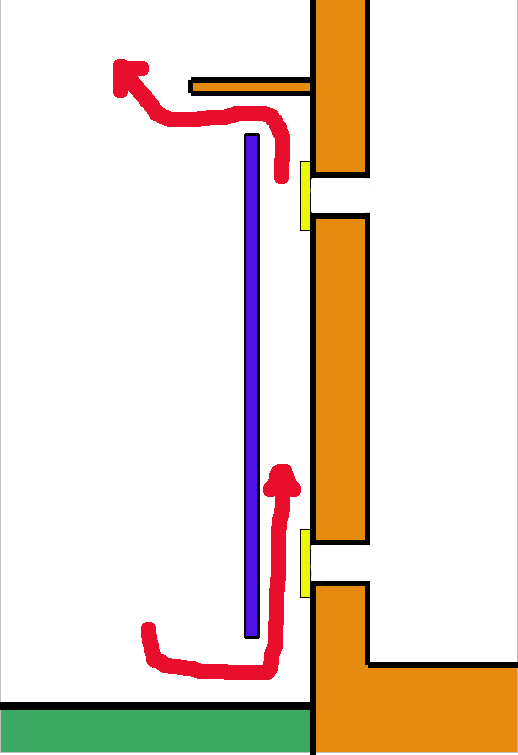
Posición cuando no se utiliza

Así a mediados de siglo XX el ingeniero Félix Trombe y el arquitecto Jacques Michel trabajaron en este principio: un muro negro absorbe la luz solar (al ser negro refleja poca radiación visible y absorbe más del 95 % de la radiación visible que recibe del sol) y por lo tanto su temperatura aumenta más durante una exposición el sol. Además el colector solar usa el efecto invernadero. Se compone de una placa de metal, llamado absorbedor, que está ennegrecida para absorber la cantidad máxima de radiación, entonces se cubre con un vidrio. Los rayos solares que pasan a través del cristal no se absorben por el absorbedor se calienta y emite rayos infrarrojos. El infrarrojos permanecerá bloqueado a causa de que el vidrio es opaco a la radiación de onda larga y transparente a la radiación visible.
Estos captadores solares proporcionan aire o agua a temperaturas que pueden llegar a 60 °C, conveniente para la calefacción del viviendas. 
Michel y Trombe en sus experiencias en las residencias para investigadores en Odeillo luego de dos años de monitoreo encontraron que sus muros lograron una contribución solar del 25 %. Además, el consumo de energía de calefacción en esa locación tan fría en los Pirineos era de unos 90 kWh/m²/año, de los cuales 23 kWh/m²/año eran debidos a la ganancia solar (consumo de 300 a 400 kWh/m²/año en promedio). Con el compromiso actual de Francia para combatir el cambio climático la meta al 2050 sería la de reducir el consumo a 50 kWh/m²/año.

## Retos de diseño del muro Trombe-Michel
- Posee baja resistencia térmica:. Durante los períodos de bajos del flujo solar, al flujo de calor se transfiere desde el interior hacia el exterior, equilibrando en una pérdida de calor del edificio.
- El flujo térmico inverso: Diseños que carecen de sistemas de ventilación controlados experimentarán flujos térmicos inversos durante los días lluviosos, de noche o en días no soleados. Cuando la temperatura de la pared es menor que la del interior, revertir la circulación de aire desde el respiradero superior para la rejilla de ventilación inferior reducirá la temperatura ambiente interior. El remedio para esta situación es automático o uno los sistemas de manera de ventilación que impiden que la corriente inversa.
- La incertidumbre de la transferencia de calor debido al movimiento del aire.
- El proceso de convección está influenciado por la anchura de la ranura o ventanilla y el dimensionamiento de entrada / salida, lo que resulta en la variación del rendimiento global de calentamiento.
- Bajo valor estético (especialmente sin una ventana integrada).